# Корупція в Ліберії
Корупція властива всім рівням суспільства Ліберії. Корупція не є особливо караним злочином по ліберійському законодавству. Коли Президент Сирліф вступила на посаду в 2006 році, вона оголосила, що корупція є «головним ворогом суспільства».
У 2014 році Дебора Малак, тодішній посол США в Ліберії, заявила, що «корупція залишається серйозною проблемою в Ліберії. Вона підриває прозорість, підзвітність і довіру людей до урядових інститутів».

## Динаміка корупції
У Доповіді Держдепартаменту США про права людини 2013 року в відношенні Ліберії було підкреслено, що корупція не є злочином в Ліберії, хоча існують кримінальні покарання за економічний саботаж, нецільове використання коштів та інші корупційні дії. Згідно зі звітом 2013 року, низький рівень оплати праці ліберійських державних службовців, мінімальне професійне навчання і відсутність успішних судових переслідувань погіршили корупцію серед чиновників і сприяли формуванню культури безкарності.

## Ступінь корупції

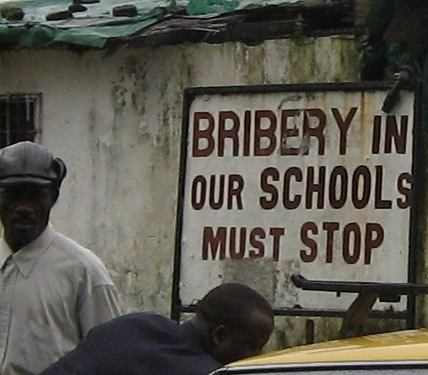
Антикорупційний знак в Ліберії, 2004.

### Державні чиновники
У 2012 році Центральний уряд Ліберії звільнило або відсторонило ряд посадових осіб за корупцію. Генеральний аудитор Роберт Л. Кілбі і генеральний директор Агентства сервісних послуг Пілрін Девіс-Паркінсон були звільнені за конфлікт інтересів.
Заступник міністра юстиції Фредді Тейлор, заступник Бюро імміграції та натуралізації (BIN) комісар Роберт Бадді, колишній генеральний прокурор Міка Райт і начальник прикордонного патруля BIN Вілсон Гарп були звільнені за передбачувану участь у торгівлі людьми.
Заступник міністра юстиції Віктор Б. Сміт був тимчасово відсторонений від посади за передбачуване порушення закону, але був відновлений через тиждень після розслідування. Президент Сирліф звільнила голову та інших членів правління Управління аеропортів Ліберії на тлі звинувачень у корупції. Помічник міністра праці був також звільнений за видачу дозволів на роботу іноземцям після нібито отримання хабарів.

### Правова система Ліберії
У доповіді Державного департаменту США 2013 року говориться, що: "Судді були схильні до хабарів, щоб присудити компенсацію у цивільних справах. Іноді судді запитували хабаря для розгляду справ, звільнення ув'язнених з в'язниці або визнання обвинувачених невинними у кримінальних справах. Адвокати захисту і прокурори іноді пропонували обвинуваченим платити хабарі, щоб домогтися сприятливих рішень від суддів, прокурорів, присяжних засідателів і співробітників поліції ".
У 2012 році Ліберійська національна поліція (ЛНП) «розслідувала повідомлення про неправомірні дії поліції або корупції, а влада звільнила кількох офіцерів ЛНП».
У 2013 році Human Rights Watch опублікувала звіт про корупцію в поліції в Ліберії. Вони опитали понад 120 осіб, які сказали, що вони стали жертвами в своїх відносинах з поліцією. Вони сказали, що "співробітники поліції, як правило, просять жертв злочинів платити за реєстрацію їх справ, за доставку на місце злочину, а також за ручки та інші предмети, що використовуються в ході розслідування. Підозрювані в кримінальних злочинах зазвичай платять хабарі за звільнення з-під варти ".
Вуличні торговці говорять, що вони часто стають жертвами поліцейських рейдів, особливо в Монровії. Продавці заявляють, що поліція регулярно краде товари, заарештовує постачальників, а потім вимагає від них сплатити їх звільнення з-під варти. Водії мотоциклів і таксі по всій країні розповідають про переслідування і вимаганні уздовж доріг. Ті, хто відмовляється виконувати вимоги офіцерів, піддаються насильству і арештів. Елітні збройні підрозділи, такі як Відділ підтримки поліції, часто згадувалися за насильницькі зловживання.
Human Rights Watch також опитала 35 співробітників поліції різного рангу для проведення дослідження. У поліції повідомили, що співробітникам потрібно платити своїм начальникам за отримання бажаних посад і підвищень на посаді.

### Система освіти
В системі освіти Ліберії широко поширене заступництво і підкуп з боку адміністрації, професорів і студентів. Зловживання ресурсами, невихід на роботу вчителів і секс для оцінок є звичайним явищем. Культура мовчання не дозволяє повідомляти про проблеми і, отже, про будь-яких конструктивних реформах.
У 2013 році в елементах системи освіти Ліберії розпочав діяти ящик з конфіденційними анонімними SMS-пропозиціями для учнів і викладачів, щоб повідомляти про системні порушення.
У 2014 році глава ліберійського національної комісії з вищої освіти фігурував у другому розслідуванні ліберійської комісії по боротьбі з корупцією за звинуваченням в розтраті коштів, імовірно витрачених на офіційні поїздки, яких ніколи не було. Національна комісія з вищої освіти координує, контролює, оцінює і акредитує всі вищі навчальні заклади.

### Медична система
Під час епідемії Ебола в 2014 році деякі бригади, відправлені для збору мертвих тіл, брали хабарі за видачу фальсифікованих свідчень про смерть членам сім'ї про те, що їх померлий родич помер не від Ебола. Ебола має стигму в Ліберії, і деякі сім'ї не хочуть визнавати, що їх родич помер від цієї лихоманки. Іншим фактором є те, що сім'ї хочуть поховати своїх родичів. Американський журналіст НУО повідомив, що ліберійська поліція загрожувала арештом і вимагала хабаря, щоб він міг покинути будівлю ВБГ («Лікарі без кордонів»).

## Антикорупційні зусилля
Ліберійська комісія по боротьбі з корупцією (LACC) і Міністерство юстиції несуть відповідальність за викриття та боротьбу з офіційною корупцією.

### Комісія по боротьбі з корупцією в Ліберії
Передбачається, що недофінансована і недоукомплектована ліберійська Комісія по боротьбі з корупцією, створена в 2008 році, наділена повноваженнями переслідувати злочину, які фактично рівносильні корупції. Human Rights Watch (HRW) відзначили в 2011 році, що, хоча в минулому році було багато корупційних скандалів високого рівня, вони привели до «невеликій кількості розслідувань і тільки двом обвинувальним вироками». У 2013 році Комісія отримала 25 справ, розслідувала 23 і рекомендувала 4 для судового переслідування. Нікого не було визнано винним.
Комісія по боротьбі з корупцією, як повідомляла HRW, «утруднена через брак коштів і персоналу» і насправді не має «повноважень для незалежного судового переслідування у справах». Нездатність уряду зайнятися цим питанням привела до «відчуття, що у президента немає волі до вирішення проблеми», говориться в заяві.
У своїй останній заяві про становище в країні в 2017 році президент Сирліф заявила, що корупція в Ліберії занадто велика, щоб уряд міг усунути її.

### Фінансова відкритість
У звіті Держдепартаменту США за 2013 рік відзначається, що в січні 2012 року президент Сирліф видала Розпорядження № 38, в якому просила посадових осіб виконавчої влади розкривати фінансові дані і декларувати свої активи. Багато чиновників зробили це тільки після того, як президент пригрозила звільненням, якщо вони не підкоряться. Всі посадові особи виконавчої влади розкрили свої активи до кінця року.
Антикорупційна комісія ініціювала процес перевірки активів для розгляду цих декларацій і в жовтні 2012 року підвів підсумки процесу, виділивши деякі розбіжності і випадки незрозумілого накопичення багатства. комісія не зобов'язана була публікувати зміст декларацій, але оприлюднила зведену інформацію про співпрацю посадових осіб і загальних результатах процесу перевірки активів.

### Прозорість уряду
Закон про свободу інформації 2010 року передбачає, що уряд повинен публікувати урядову інформацію, не пов'язану з питаннями національної безпеки або військовими питаннями, за запитом. Деякі прихильники прозорості, в тому числі голова комісії, запропонували вдосконалити закон про свободу інформації, щоб громадяни могли отримати доступ до інформації, щоб переконатися, що державні кошти були витрачені і враховані належним чином.